# Kortez

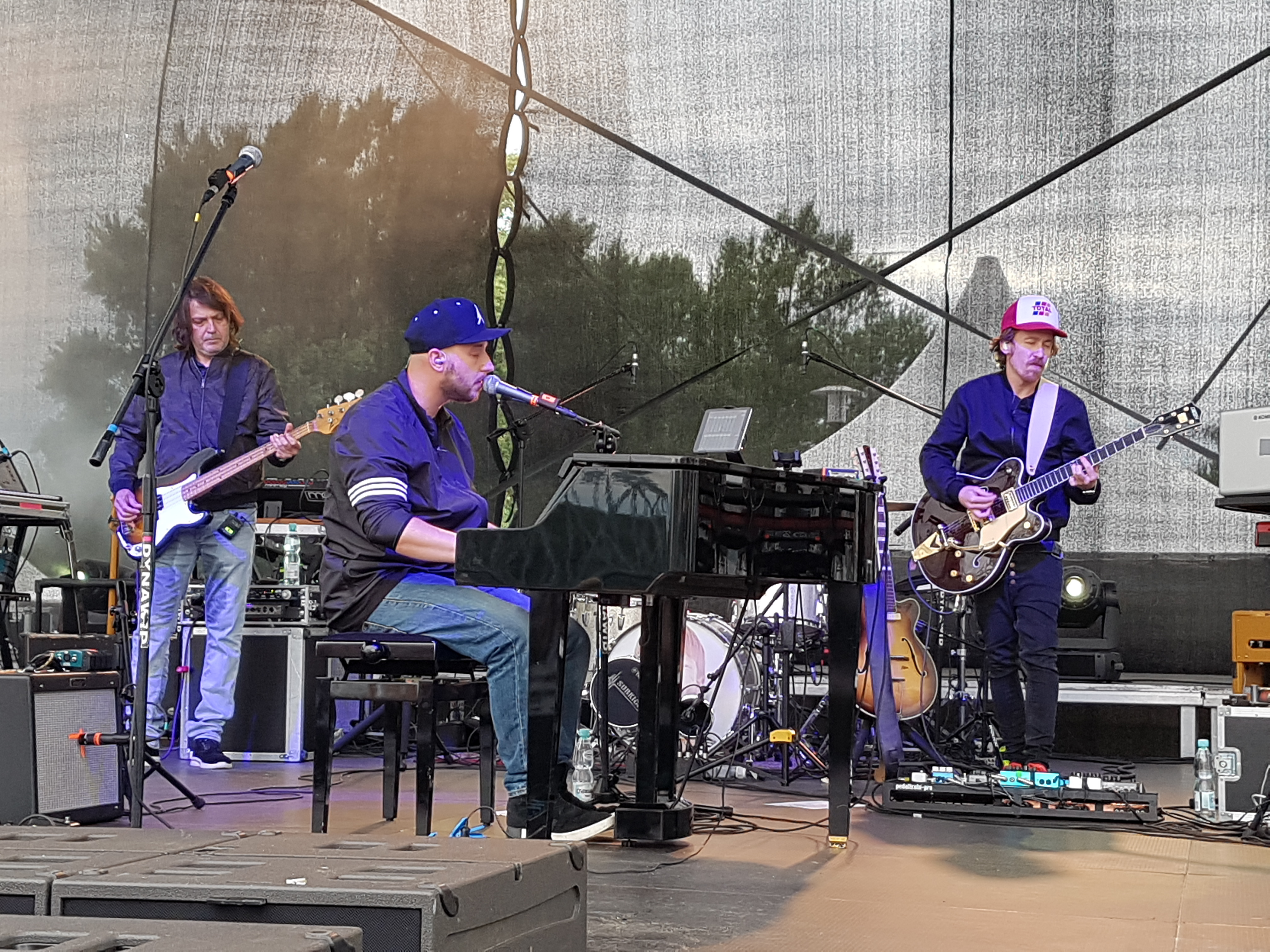
Kortez podczas koncertu w Toruniu (2017 rok)

Kortez, właśc. Łukasz Federkiewicz (ur. 24 czerwca 1989 w Krośnie) – polski muzyk, kompozytor, wokalista, gitarzysta, pianista i puzonista.

## Młodość
Jego matka była malarką amatorką, ojciec grał na gitarze. Wychował się w rodzinnym domu w Iwoniczu na Podkarpaciu.
Ma wykształcenie muzyczne. W szkole muzycznej w Krośnie uczył się grać na fortepianie i puzonie. Zainspirowany Clarence’em Greenwoodem, w 2013 zaczął naukę gry na gitarze. Zdobył wyższe wykształcenie na Uniwersytecie Rzeszowskim na kierunku „Edukacja artystyczna w zakresie sztuki muzycznej”.

## Kariera muzyczna
W grudniu 2013 bez powodzenia brał udział w precastingu do programu Polsatu Must Be the Music. Tylko muzyka w Rzeszowie. Wówczas został wypatrzony przez Pawła Jóźwickiego, szefa wytwórni Jazzboy Records.
W kwietniu 2014 podpisał kontrakt płytowy i rozpoczął pracę z producentem i muzykiem Olkiem Świerkotem. Powstające utwory zostały zaprezentowane kilku dziennikarzom w styczniu 2015, wśród nich Piotrowi Stelmachowi, który w radiowej „Trójce” zaczął grać utwór „Zostań”. W marcu 2015 wydał pierwszą EP-kę pt. Jazzboy Session EP, na której umieścił piosenki: „Zostań”, „Joe” i „Co myślisz?”. Na Listę Przebojów „Trójki” dostały się utwory: „Zostań” i „Od dawna już wiem”.
25 września 2015 wydał debiutancki album studyjny pt. Bumerang, wydany przez Jazzboy Records, który przyniósł mu 4 nominacje do Fryderyków oraz nagrodę muzyczną radiowej Trójki – Mateusza.
W 2016 zadebiutował na festiwalu w Opolu w koncertach: Debiuty („Od dawna już wiem”), Superjedynki („Dla mamy”) oraz Scena alternatywna.
3 listopada 2017 wydał drugi album pt. Mój dom, natomiast 16 stycznia 2018 – minialbum pt. Dobry moment, będący uzupełnieniem drugiej płyty. Za utwór „Dobry moment” został wyróżniony Fryderykiem w kategorii Utwór roku.
W 2018 wraz z Dawidem Podsiadło i Krzysztofem Zalewskim nagrał singel „Początek”, promujący dziewiątą trasę Męskiego Grania, nagrodzony Fryderykiem 2019 w kategorii Utwór roku i Teledysk roku.
We wrześniu 2018 ukazał się jego trzeci album Mini dom promowany m.in. utworem „Stare drzewa”, który znalazł się także na ścieżce dźwiękowej do filmu Kamerdyner, nagrodzonej Fryderykiem 2019 w kategorii Muzyka ilustracyjna.
Drugi dwupłytowy koncertowy album Korteza zatytułowany Sold Out 2019/2020 ukazał się 24 czerwca 2020 roku nakładem Jazzboy Records.

## Życie prywatne
Rozwiedziony od 2017 roku. Ma syna Jonatana (ur. 2012), któremu zadedykował utwór „Joe”. Po narodzinach dziecka porzucił pracę nauczyciela rytmiki w przedszkolu i podejmował się różnych prac fizycznych (na budowie, w lesie, jako ochroniarz w Biedronce).
Ożeniony po raz drugi. Ma dwójkę dzieci z drugiego małżeństwa.

## Dyskografia
Albumy studyjne
| Rok  | Dane dot. albumu                                                                                       | Pozycja na liście | Certyfikat                | Sprzedaż        |
| Rok  | Dane dot. albumu                                                                                       | POL               | Certyfikat                | Sprzedaż        |
| ---- | --- | ----------------- | ------------------------- | --------------- |
| 2015 | Bumerang - Data: 25 września 2015 - Wydawca: Jazzboy Records - Format: CD, digital download, winyl     | 2                 | - POL: diamentowa płyta   | - POL: 150 000+ |
| 2017 | Mój dom - Data: 3 listopada 2017 - Wydawca: Jazzboy Records - Format: CD, digital download, winyl      | 1                 | - POL: diamentowa płyta   | - POL: 150 000+ |
| 2018 | Mini dom - Data: 21 września 2018 - Wydawca: Jazzboy Records - Format: CD, digital download            | 1                 | - POL: 3× platynowa płyta | - POL: 90 000+  |
| 2023 | Naucz mnie tańczyć - Data: 10 listopada 2023 - Wydawca: Jazzboy Records - Format: CD, digital download | 2                 | - POL: złota płyta        | - POL: 15 000+  |

Minialbumy
| Rok                                                     | Album                                                                     | Pozycja na liście | Certyfikat             | Sprzedaż       |
| Rok                                                     | Album                                                                     | POL               | Certyfikat             | Sprzedaż       |
| ------------------------------------------------------- | ------------------------------------------------------------------------- | ----------------- | ---------------------- | -------------- |
| 2015                                                    | Jazzboy Session - Data: 19 kwietnia 2015 - Wydawca: Jazzboy Records       | –                 |                        |                |
| 2015                                                    | Od dawna już wiem - Data: 23 października 2015 - Wydawca: Jazzboy Records | –                 |                        |                |
| 2016                                                    | Minialbum - Data: 10 marca 2016 - Wydawca: Jazzboy Records                | 14                | - POL: platynowa płyta | - POL: 30 000+ |
| 2018                                                    | Dobry moment - Data: 16 stycznia 2018 - Wydawca: Jazzboy Records          | –                 |                        |                |
| 2018                                                    | Dobrze, że cię mam - Data: 14 marca 2018 - Wydawca: Jazzboy Records       | –                 |                        |                |
| „–” oznacza, że album nie był notowany na danej liście. |                                                                           |                   |                        |                |

Albumy koncertowe
| Rok  | Album                                                                 | Pozycja na liście | Certyfikat         | Sprzedaż       |
| Rok  | Album                                                                 | POL               | Certyfikat         | Sprzedaż       |
| ---- | --------------------------------------------------------------------- | ----------------- | ------------------ | -------------- |
| 2020 | Sold Out 2019/2020 - Data: 24 czerwca 2020 - Wydawca: Jazzboy Records | 4                 | - POL: złota płyta | - POL: 15 000+ |

Single
| 2015 | „Zostań”                                                                                | –  | – | 3 | - POL: 3× platynowa płyta | Bumerang           |
| 2015 | „Od dawna już wiem”                                                                     | –  | – | 1 | - POL: 3× platynowa płyta | Bumerang           |
| 2015 | „Bumerang (Radio Edit)”                                                                 | –  | – | – | - POL: platynowa płyta    | Bumerang           |
| 2016 | „Z imbirem”                                                                             | –  | – | 3 |                           | Bumerang           |
| 2016 | „Wracaj do domu”                                                                        | –  | – | 4 | - POL: platynowa płyta    | Bumerang           |
| 2016 | „Dla Mamy”                                                                              | –  | – | – | - POL: platynowa płyta    | Bumerang           |
| 2016 | „Niby nic”                                                                              | –  | – | – | - POL: złota płyta        | Bumerang           |
| 2016 | „Co myślisz?”                                                                           | –  | – | – | - POL: złota płyta        | Bumerang           |
| 2016 | „Pocztówka z kosmosu”                                                                   | –  | – | – | - POL: platynowa płyta    | Bumerang           |
| 2016 | „Ćma barowa”                                                                            | –  | – | – | - POL: złota płyta        | Minialbum          |
| 2017 | „Dobry moment”                                                                          | –  | – | 1 | - POL: 3× platynowa płyta | Mój dom            |
| 2017 | „We dwoje”                                                                              | –  | – | – | - POL: platynowa płyta    | Mój dom            |
| 2018 | „Dobrze, że cię mam”                                                                    | –  | – | 9 | - POL: 2× platynowa płyta | Mój dom            |
| 2018 | „Film przed snem”                                                                       | –  | – | – | - POL: złota płyta        | Mój dom            |
| 2018 | „Wyjdź ze mną na deszcz”                                                                | –  | – | – | - POL: platynowa płyta    | Mój dom            |
| 2018 | „Dziwny sen”                                                                            | –  | – | – | - POL: złota płyta        | Mój dom            |
| 2018 | „Nic tu po mnie”                                                                        | –  | – | – | - POL: 2× platynowa płyta | Mój dom            |
| 2018 | „Początek” (Męskie Granie Orkiestra 2018: Kortez, Dawid Podsiadło i Krzysztof Zalewski) | 2  | 5 | 1 | - POL: diamentowa płyta   | Męskie Granie 2018 |
| 2018 | „Stare drzewa”                                                                          | –  | – | 1 | - POL: platynowa płyta    | Mini dom           |
| 2018 | „Hej Wy”                                                                                | 18 | 1 | 6 | - POL: 4× platynowa płyta | Mini dom           |
| 2019 | „Doskonały dzień”                                                                       | –  | – | 8 |                           | Mini dom           |
| 2019 | „Boję się”                                                                              | –  | – | – | - POL: złota płyta        | Mini dom           |
| 2019 | „Dlaczego z tobą jestem?”                                                               | –  | – | – | - POL: platynowa płyta    | Mini dom           |
| 2019 | „Już nie pamiętam”                                                                      | –  | – | – | - POL: złota płyta        | Mini dom           |
| 2019 | „Mój dom”                                                                               | –  | – | – | - POL: złota płyta        | Mini dom           |
| 2019 | „Czy to już jest dno?”                                                                  | –  | – | – | - POL: złota płyta        | Mini dom           |
| 2019 | „Cierpliwości”                                                                          | –  | – | – |                           | Sold Out 2019/2020 |
| 2020 | „Chodź na chwilę”                                                                       | –  | – | – |                           | Sold Out 2019/2020 |
| 2020 | „Ludzie z lodu”                                                                         | –  | – | – | - POL: złota płyta        | Sold Out 2019/2020 |
| 2022 | „Dla mnie to już koniec” (oraz Kaśka Sochacka)                                          | –  | – | X | - POL: platynowa płyta    | Ministory          |
| 2023 | „Nie było to pisane nam”                                                                | –  | X | X |                           | Naucz mnie tańczyć |
| 2023 | „Ziemia niczyja”                                                                        | –  | X | X |                           | Naucz mnie tańczyć |
| „–” oznacza, że singel nie był notowany na danej liście. „X” oznacza, że lista nie istniała w danym okresie. |                                                                                         |    |   |   |                           |                    |

## Nagrody i wyróżnienia
| Rok  | Nagroda                                         | Kategoria                      | Tytułem                         | Rezultat  | Źródło |
| ---- | ----------------------------------------------- | ------------------------------ | ------------------------------- | --------- | ------ |
| 2016 | Fryderyki 2016                                  | Utwór roku                     | „Zostań”                        | Nominacja | [ 34 ] |
| 2016 | Fryderyki 2016                                  | Teledysk roku                  | „Zostań”                        | Nominacja | [ 34 ] |
| 2016 | Fryderyki 2016                                  | Album roku pop                 | Bumerang                        | Nominacja | [ 34 ] |
| 2016 | Fryderyki 2016                                  | Fonograficzny debiut roku      | Kortez                          | Wygrana   | [ 35 ] |
| 2016 | Nagroda Muzyczna Programu Trzeciego – „Mateusz” | Muzyka rozrywkowa – debiut     | Kortez                          | Wygrana   | [ 36 ] |
| 2016 | Grube Ryby – nagrody Radio Kolor 103 FM         | Przebojowy głos                | Kortez                          | Wygrana   |        |
| 2016 | LIII Krajowy Festiwal Piosenki Polskiej w Opolu | Debiuty – Nagroda publiczności | Kortez                          | Wygrana   | [ 37 ] |
| 2016 | Superjedynki 2016                               | SuperArtysta                   | Kortez                          | Nominacja | [ 38 ] |
| 2018 | Fryderyki 2018                                  | Album roku pop                 | Mój dom                         | Nominacja | [ 39 ] |
| 2018 | Fryderyki 2018                                  | Utwór roku                     | „Dobry moment”                  | Wygrana   | [ 39 ] |
| 2019 | Fryderyki 2019                                  | Album roku muzyka ilustracyjna | Kamerdyner – muzyka z filmu     | Wygrana   | [ 40 ] |
| 2019 | Fryderyki 2019                                  | Utwór roku                     | „Początek” (Męskie Granie 2018) | Wygrana   | [ 40 ] |
| 2019 | Fryderyki 2019                                  | Teledysk roku                  | „Początek” (Męskie Granie 2018) | Wygrana   | [ 40 ] |